# Mamoutou N'Diaye
Mamoutou N'Diaye (Bamako, 15 maart 1990) is een Malinees voetballer die sinds juli 2023 onder contract staat bij KFC Edeboys. N'Diaye speelt bij voorkeur centraal op het middenveld in een infiltrerende  rol.

## Carrière
Hij maakte zijn debuut in de hoofdmacht van KAA Gent in de thuismatch tegen SV Zulte Waregem op 18 april 2010. Hij viel 10 minuten voor tijd in voor Christophe Lepoint. 
In het daaropvolgende seizoen werd hij uitgeleend aan tweedeklasser RAEC Mons. Bij Mons was hij gedurende het gehele jaar titularis op het middenveld, hielp ze zo aan de promotie naar 1ste klasse en scoorde ook eenmaal. De Waalse club was zo tevreden over zijn prestaties dat het hem nog een jaar langer wou lenen, maar Gent nam hem opnieuw op in de A-selectie.
N'Diaye beleefde een turbulent seizoensbegin door de concurrentie van oude rot Bernd Thijs en een traag helende spierblessure. Hij was fit tegen de eindejaarsperiode en een paar weken later kreeg hij weer zijn kans. N'Diaye speelde zijn eerste wedstrijd van het seizoen op 28 januari 2012 thuis tegen STVV. Gent won de wedstrijd overtuigend met 6-0 en N'Diaye speelde een goede wedstrijd. Ook de daaropvolgende 2 wedstrijden, tegen OH Leuven en Club Brugge, startte hij aan de wedstrijd. Tijdens de play-offs stond hij 7 keer in de basis, onder andere tegen RSC Anderlecht en Racing Genk. Tegen die laatste scoorde N'Diaye zijn eerste goal in de eerste klasse. De wedstrijd eindigde op 3-1 voor KAA Gent. Bij de testmatchen stond hij ook twee keer in de basis, tegen Cercle Brugge.
In september 2012 werd zijn contract verlengd tot 2016. In augustus 2015 echter, nam Antwerp FC hem over.
Na buitenlandse avonturen bij het Saoedi-Arabische Ohod, het Roemeense Dinamo Boekarest en het Spaanse CD Marino keerde N'Diaye begin augustus 2021 terug naar België. Hij tekende een contract voor twee seizoenen bij KVC Westerlo. Sinds juli 2023 is hij een speler van de Wetterse 2de provincialer KFC Edeboys.

## Spelerscarrière
| Seizoen     | Club           | Competitie                | Competitie | Competitie | Competitie | Beker | Beker | Beker | Europa | Europa | Europa | Totaal | Totaal | Totaal |
| Seizoen     | Club           | Competitie                | Wed.       | Dlp.       | Ass.       | Wed.  | Dlp.  | Ass.  | Wed.   | Dlp.   | Ass.   | Wed.   | Dlp.   | Ass.   |
| ----------- | -------------- | ------------------------- | ---------- | ---------- | ---------- | ----- | ----- | ----- | ------ | ------ | ------ | ------ | ------ | ------ |
| 2009/10     | KAA Gent       | Jupiler Pro League        | 1          | 0          | 0          | 0     | 0     | 0     | 0      | 0      | 0      | 1      | 0      | 0      |
| Club Totaal | Club Totaal    | Club Totaal               | 1          | 0          | 0          | 0     | 0     | 0     | 0      | 0      | 0      | 1      | 0      | 0      |
| 2010/11     | → RAEC Mons    | Proximus League           | 38         | 2          | 2          | 0     | 0     | 0     | —      | —      | —      | 38     | 2      | 2      |
| Club Totaal | Club Totaal    | Club Totaal               | 38         | 2          | 2          | 0     | 0     | 0     | 0      | 0      | 0      | 38     | 2      | 2      |
| 2011/12     | KAA Gent       | Jupiler Pro League        | 13         | 1          | 0          | 0     | 0     | 0     | —      | —      | —      | 13     | 1      | 0      |
| 2012/13     | KAA Gent       | Jupiler Pro League        | 19         | 2          | 0          | 3     | 2     | 2     | 3      | 0      | 0      | 25     | 4      | 2      |
| Club Totaal | Club Totaal    | Club Totaal               | 33         | 3          | 0          | 3     | 2     | 2     | 3      | 0      | 0      | 39     | 5      | 2      |
| 2013/14     | Zulte Waregem  | Jupiler Pro League        | 23         | 1          | 1          | 6     | 0     | 3     | 7      | 0      | 0      | 36     | 1      | 4      |
| 2014/15     | Zulte Waregem  | Jupiler Pro League        | 14         | 1          | 1          | 3     | 0     | 0     | 4      | 0      | 0      | 21     | 1      | 1      |
| Club Totaal | Club Totaal    | Club Totaal               | 37         | 2          | 2          | 9     | 0     | 3     | 11     | 0      | 0      | 57     | 2      | 5      |
| 2015/16     | Antwerp FC     | Proximus League           | 25         | 0          | 0          | 2     | 0     | 0     | —      | —      | —      | 27     | 0      | 0      |
| 2016/17     | Antwerp FC     | Proximus League           | 10         | 1          | 0          | 1     | 0     | 0     | —      | —      | —      | 11     | 1      | 0      |
| 2017/18     | Antwerp FC     | Jupiler Pro League        | 8          | 0          | 0          | 0     | 0     | 0     | —      | —      | —      | 8      | 0      | 0      |
| Club Totaal | Club Totaal    | Club Totaal               | 43         | 1          | 0          | 3     | 0     | 0     | 0      | 0      | 0      | 46     | 1      | 0      |
| 2017/18     | Ohod Al-Medina | Saudi Professional League | 10         | 1          | 0          | 0     | 0     | 0     | —      | —      | —      | 10     | 1      | 0      |
| Club Totaal | Club Totaal    | Club Totaal               | 10         | 1          | 0          | 0     | 0     | 0     | 0      | 0      | 0      | 10     | 1      | 0      |
| 2018/19     | FC Dinamo 1948 | Liga 1                    | 18         | 1          | 0          | 0     | 0     | 0     | —      | —      | —      | 18     | 1      | 0      |
| Club Totaal | Club Totaal    | Club Totaal               | 18         | 1          | 0          | 0     | 0     | 0     | 0      | 0      | 0      | 18     | 1      | 0      |
| 2020/21     | CD Marino      | Segunda División B        | 13         | 0          | 0          | 0     | 0     | 0     | —      | —      | —      | 13     | 0      | 0      |
| Club Totaal | Club Totaal    | Club Totaal               | 13         | 0          | 0          | 0     | 0     | 0     | 0      | 0      | 0      | 13     | 0      | 0      |
| 2021/22     | KVC Westerlo   | Proximus League           | 2          | 0          | 0          | 1     | 0     | 0     | —      | —      | —      | 3      | 0      | 0      |
| 2022/23     | KVC Westerlo   | Jupiler Pro League        | 0          | 0          | 0          | 0     | 0     | 0     | —      | —      | —      | 0      | 0      | 0      |
| Club Totaal | Club Totaal    | Club Totaal               | 2          | 0          | 0          | 1     | 0     | 0     | 0      | 0      | 0      | 3      | 0      | 0      |
| TOTAAL      | TOTAAL         | TOTAAL                    | 194        | 10         | 4          | 16    | 2     | 5     | 14     | 0      | 0      | 224    | 12     | 9      |